# Mileševo (Prijepolje)
Pour les articles homonymes, voir Mileševo.
Mileševo (en serbe cyrillique : Милешево) est un village de Serbie situé dans la municipalité de Prijepolje, district de Zlatibor. Au recensement de 2011, il comptait 82 habitants.

## Démographie

### Évolution historique de la population
| 1948 | 1953 | 1961 | 1971 | 1981 | 1991 | 2002 | 2011 |
| ---- | ---- | ---- | ---- | ---- | ---- | ---- | ---- |
| 220  | 276  | 246  | 165  | 138  | 109  | 121  | 82   |

|  |